# Prodotto ecologico
Un prodotto si definisce ecologico quando ha un minore impatto ambientale rispetto agli altri prodotti della propria categoria.
I prodotti ecologici, pur rimanendo competitivi dal punto di vista della qualità e del prezzo, devono garantire di essere più sostenibili degli altri lungo tutto il loro ciclo di vita: devono avere dei livelli di emissione di inquinanti e di consumo di energia più bassi nella loro fase di produzione, devono contenere la quantità più bassa possibile di sostanze chimiche tossiche o inquinanti, devono essere progettati per garantire un facile smaltimento ed il riciclaggio delle materie prime di cui sono composti (vedi riciclaggio dei rifiuti).
I prodotti ecologici spesso espongono un marchio o etichetta ecologica che ne garantisce le qualità ambientali, oppure possono essere accompagnati da una autocertificazione del produttore, ma in questo caso le garanzie di "ecologicità" del prodotto sono minori.